# 津山朝日新聞
津山朝日新聞（つやまあさひしんぶん）は岡山県津山市に本社を置く株式会社津山朝日新聞社（つやまあさひしんぶんしゃ）が発行する新聞。全国紙の朝日新聞とは資本関係はない。

## 概要
理念は「正邪を明らかにし、不偏不党、もって中庸の報道により地域文化の進展に寄与せんとす」。
日刊発行の夕刊紙で、紙面は津山市を中心に、美作地域に密着した記事で構成。エリアでは「津山朝日（つやまあさひ）」の名称で親しまれてきた。
記事は事件・事故・災害をはじめ、市町村行政の動向、市民団体の活動、学校や町内の行事、経済、歴史、文化、スポーツ、イベントなど多岐にわたる。四季折々の風景や話題の人物なども紹介している。コラムは主に身近な話題を題材にしている「東西南北」。ブランケット判で通常4ページ、月額2,100円、1部売り100円（日曜休刊）。
- 所在地岡山県津山市田町13番地
- 代表取締役社長　 福田邦夫
- 創業　明治43年
- 資本金 1,000万円
- 従業員 50人

## 沿革
- 1910年（明治43年） - 「作陽新聞」が苫田郡津山町鉄砲町にて創刊。
- 1911年（明治44年） - 同町堺町に移転、「備作新聞」に改題。
- 1915年（大正04年） - 同町田町に移転、社屋新築。
- 1919年（大正08年） - 美作新聞と合併「津山朝日新聞」に改題、隔日刊になる。
- 1921年（大正10年） - 日刊になる。
- 1927年（昭和02年） - 二代目社長・福田卓也就任
- 1939年（昭和14年） - 「津山毎日新聞」、「作州日報」と合併。
- 1941年（昭和16年） - 一県一紙の国策により、合同新聞（現:山陽新聞）に吸収合併され、第7000号で休刊する。
- 1946年（昭和21年） - 二代目社長・福田卓也により復刊。第7001号から紙齢（号数）を継承。
- 1954年（昭和29年） - 「作州日報」を合併、田町に移転。
- 1974年（昭和49年） - オフセット輪転機を設置
- 2002年（平成14年） - 三代目社長・福田益之就任
- 2007年（平成19年） - CTP導入
- 2008年（平成20年） - 四代目社長・福田邦夫就任
- 2010年（平成22年） - 創刊100周年を迎える
- 2014年（平成26年） - 月刊紙版を創刊[1]
- 2021年（令和03年）12月4日 - 日刊紙の紙齢が3万号に達する[1]